# Европска возачка дозвола
Европска возачка дозвола је возачка дозвола коју издају државе чланице Европског економског простора (ЕЕП); свих 27 држава чланица ЕУ и три државе чланице ЕФТА, Исланд , Лихтенштајн и Норвешка , који дају заједничке карактеристике различитим стиловима возачких дозвола који су раније били у употреби. У стилу кредитне картице са фотографијом. Оне су уведене да замене 110 различитих пластичних и папирних возачких дозвола за 300 милиона возача у Европском економском простору. Главни циљ лиценце је смањење ризика од преваре.
Возачка дозвола коју је издала држава чланица ЕЕП призната је у целом ЕЕП и може се користити све док је важећа, док је возач довољно стар да управља возилом еквивалентне категорије, а дозвола није суспендована или ограничена и није опозвано у земљи издаваоца. Ако се власник ЕЕП возачке дозволе пресели у другу земљу ЕЕП, дозвола се може заменити за возачку дозволу из нове земље ЕЕП. Међутим, пошто су све ЕЕП возачке дозволе признате у целом ЕЕП, обично није потребно да их мењате.
Изузетак је за оне који поседују возачке дозволе ЕЕП издате у замену за дозволу која није из ЕЕП. Када поседујете конвертовану дозволу, не треба претпоставити да се дозвола признаје приликом пресељења у другу земљу ЕЕП, што би могло захтевати да се возачка дозвола поново претвори у дозволу коју је издала та земља.

## Историја

### 1980–1996
Први корак ка европској возачкој дозволи направљен је 4. децембра 1980. године, када је Савет министара усвојио Директиву Савета 80/1263/ЕЕЦ о увођењу возачке дозволе Заједнице, којом је успостављен модел националне дозволе Заједнице који је гарантовао међусобно признавање од стране државе чланице националних лиценци. Такође је успоставила праксу размене дозвола од стране носилаца који се селе из једне државе чланице у другу.

### 1996–2013
Веће министара је 29. јула 1991. усвојило Директиву Већа Европске уније 91/439/ЕЕЦ о возачким дозволама. Директива је захтевала од држава чланица ЕУ да усвоје законе за спровођење директиве пре 1. јула 1994. године, која је ступила на снагу 1. јула 1996. Директива 80/1263/ЕЕЦ је стављена ван снаге истог дана.
Директива 91/439/ЕЕЦ је инкорпорирана у Споразум о ЕГП кроз Одлуку Заједничког комитета ЕЕП бр. 7/94 од 21. марта 1994. и прецизира возачку дозволу у Европској унији и Европском економском простору до њеног укидања 19. јануара 2013.

#### Дозвола
Директива Савета Европске уније 91/439/ЕЕЦ је усагласила категорије возачких дозвола међу државама чланицама и успоставила два модела
возачких дозвола Заједнице, једну папирну верзију и једну верзију са пластичном картицом. Такође је успостављена обавезна провера знања (теорија) и провера вештина и понашања (практична) које је требало успешно положити пре него што се појединцу понуди возачка дозвола. Такође је захтевало од кандидата да испуни минималне стандарде физичке и менталне способности за вожњу. Директива је прецизирала минималне узрасте за вожњу различитих типова возила и успоставила прогресивни приступ категоријама А, Ц и Д, од лаких возила до већих или снажнијих возила. Директива је прописивала да је обавезно имати уобичајено пребивалиште у држави чланици која издаје дозволу.

### 2013- данас
У марту 2006. године, Веће министара је усвојило Директиву коју је предложила Европска комисија за стварање јединствене европске возачке дозволе која ће замијенити 110 различитих модела који су постојали широм ЕУ/ЕЕП у то време.  Европски парламент је усвојио Директиву у децембру 2006.  Директива 2006/126/ЕЦ је објављена у Службеном листу Европске уније 30. децембра 2006.  Њене одредбе су ступиле на снагу 19. јануара 2013, Директива 91/439/ЕЕЦ је тада истовремено укинута.

#### Дозвола
Лиценца је у стилу кредитне картице, један документ пресвучен пластиком, који се веома тешко фалсификује. Документ се може обновити сваких 10 или 15 година у зависности од државе чланице. Неколико држава чланица има могућност да на картицу укључи микрочип који садржи информације о власнику картице.
Неке категорије попут Ц и Д издају се само на пет година. Након истека, неопходан је лекарски преглед да би се лиценца обновила на још пет година.

#### ЕЕП
Одредбе Директиве 2006/126/ЕЗ помињу да је она релевантна за Европски економски простор (ЕЕП), што значи да се њене одредбе примењују на свих 27 држава чланица ЕУ, као и на Исланд, Лихтенштајн и Норвешку, кроз инкорпорацију у споразум о ЕЕП.
Директива је инкорпорирана у ЕЕП споразум кроз Одлуку Заједничког одбора ЕЕП бр. 29/2008 од 14. марта 2008. о измени Анекса XIII (Транспорт) Споразума о ЕГП. Одлука је донела неке измене директиве, а посебно знак разликовања којим се издаје дозвола заокружен је елипсом уместо да буде одштампан на европској застави, додате су речи „возачка дозвола“ на исландском и норвешком језику, а речи „модел
европских заједница” замењене су са „модел ЕЕП”.

#### Швајцарска
Иако је Швајцарска држава чланица ЕФТА , она није уговорна страна Споразума о ЕГП. Уместо тога, Швајцарска је повезана са ЕУ низом билатералних споразума и генерално је усвојила већи део усклађеног законодавства ЕУ у вези са возачким дозволама. Швајцарска користи категорије сличне систему категорија возила ЕУ од 2000-их, а швајцарске возачке дозволе подсећају на дозволе за кредитне картице у стилу ЕЕП, упоредиве са другим европским земљама које нису чланице ЕУ/ЕЕП.

#### Француски прекоморски колективи и територије
Исто тако, француски прекоморски колективи и територије нису у ЕЕП иако су део Француске републике. Међутим, са изузетком Сен Пјера и Микелона (који користи „стандардне” француске возачке дозволе) и Валиса и Футуне  (која је последња преостала француска територија која још увек издаје дозволе величине некредитне картице), сви прекоморски колективи Француске следили су ЕУ стандарде хармонизације, као и 'ЕЕП модел'.

#### Имплементација
Директива је прописивала да (тада) свих 31 држава чланица ЕЕП мора усвојити законе за имплементацију директиве најкасније до 19. јануара 2011. Ти закони су ступили на снагу у свим државама чланицама ЕЕП 19. јануара 2013. Све дозволе издате прије тог датума постаће неважеће до 2033.

#### Брегзит
Директива 2006/126/ЕЦ се примењивала на Уједињено Краљевство све док се прелазни период након што се Уједињено Краљевство повукло из ЕУ није окончан 31. децембра 2020, пошто је право ЕУ наставило да се примењује на Уједињено Краљевство током овог периода.
Од 1. јануара 2021. године, УК признаје европске дозволе ако је возачки испит положен у земљи ЕУ/ЕЕП и могу се користити и ако је власник у посети или ако борави у УК. Такође се могу заменити за возачку дозволу УК .
Британске возачке дозволе могу се користити приликом посете земљама ЕУ/ЕЕП са неким изузецима. Међународне возачке дозволе могу бити потребне у неким случајевима. У зависности од тога коју конвенцију је дотична земља ратификовала, ИДП из 1949. ( Женевска конвенција о друмском саобраћају ) може бити потребна у неким земљама ЕЕП, а ИДП из 1968. ( Бечка конвенција о друмском саобраћају ) у другим. Међутим, ниједна од земаља ЕЕП тренутно не захтева интерно расељена лица за посетиоце који бораве краће од 12 месеци.

### Предложене измене
Европска комисија је 1. марта 2023. објавила предлог за модернизацију правног оквира који се односи на обуку возача, испите, дозволе и прекогранично спровођење прекршаја у вожњи.
Конкретно у вези са возачким дозволама, представљене мере су укључивале:
- Израда европске дигиталне возачке дозволе, која важи у целој ЕУ,
- Дигитализација свих поступака обнове, замене и замене лиценце, и
- Смањење минималне старосне границе за добијање возачке дозволе за аутомобиле и теретна возила на 17 година.

Ови предлози би морали да се размотре кроз уобичајену законодавну процедуру ЕУ пре него што ступе на снагу.

## Дигиталне (мобилне) возачке дозволе
У јулу 2019. Норвешка је била прва земља ЕУ/ЕЕП која је издала мобилну верзију своје возачке дозволе користећи власничке апликације на националној основи. Овоме је претходило ограничено суђење у Финској од 2018-2020. Од тада су мобилне возачке дозволе доступне у Данској, Немачкој, Шпанији, Грчкој, Пољској, Португалу и на Исланду. Све ове дигиталне/мобилне возачке дозволе имају власничке имплементације и не важе ван земље која их је издала. Ово је због промене увођењем стандардизоване европске дигиталне возачке дозволе , према новом „Предлогу за ревизију Директиве о возачким дозволама“ од 1. марта 2023. године, која би била у складу са стандардом ИСО 18013-5.

## Стандардно означавање поља података
Да би се помогло корисницима на различитим језицима да разумеју шта садржи свако од поља података на лиценци, свако је означено бројем. Легенда на полеђини картице идентификује свако поље на језику органа који је издао картицу.
1. презимена
2. друга имена
3. датум рођења, место рођења
4. а) датум издавања, б) датум истека, ц) орган који је издао, д) други број од оног у поглављу 5, за административне сврхе
5. број лиценце (може се пренети)
6. фотографија корисника
7. потпис носиоца
8. адреса (неке земље ЕУ)
9. категорије лиценце
10. датум првог издавања категорије
11. датум истека категорије
12. ограничења (кодирани бројевима)
13. простор резервисан за могући унос информација од стране државе чланице домаћина битних за управљање лиценцом
14. простор резервисан за могући улазак државе чланице која издаје лиценцу информација битних за управљање лиценцом или у вези са безбедношћу на путевима (опционо).

## Категорије важеће у свим државама чланицама ЕЕП
| Класа          | Опис | Старосни услови | Захтева                                         | Укључује          | Примедбе |
| Мопеди         | Мопеди | Мопеди | Мопеди                                          | Мопеди            | Мопеди |
| -------------- | --- | --- | ----------------------------------------------- | ----------------- | --- |
| АМ             | Возила на два точка или возила на три точка са максималном пројектованом брзином не већом од 45 километара на сат и са запремином цилиндра која не прелази 50 кубних центиметара. | 16 година ( 18 година у Данској и Малти; 15 година у Аустрији, Литванији, Чешкој, Финској, Немачкој, Словенији, Шпанији и Шведској; 14 година у Естонији, Летонији, Француској, Италији, Пољској и Мађарској ). |                                                 |                   | До 19. јануара 2013. овај разред је био национални разред под називом „М“ у Бугарској, Финској, Немачкој, Мађарској, Исланду, Ирској и Норвешкој. На свакој држави чланици је да прихвати стране лиценце које су млађе од локалног минималног узраста за стицање. |
| Мотоцикли      | | |                                                 |                   | |
| A1             | Мотоцикли са запремином цилиндра не већим од 125 кубних центиметара и снагом која не прелази 11 киловата (15 КС); и моторних трицикла снаге не веће од 15 киловата (20 КС). | 16 година. (18 година у Данској, Грчкој, Белгији и Холандији). |                                                 | АМ                | Имаоци Б лиценце у Чешкој (само мотоцикли са аутоматским и полуаутоматским мењачем), Италији, Летонији, Словачкој (после две године и само мотоцикли са аутоматским мењачем), Шпанији (после три године), Пољској (после три године), Португалу (најмање 25 година или додатна дозвола за мопеде) и Белгији (након две године) је дозвољено да возе мотоцикле који не прелазе 125 кубних центиметара унутар одговарајућих земаља. У Аустрији (после пет година, обука од 6 сати), Француској (после две године, обука од 7 сати), Немачкој (после 5 година, обука 9к1,5 сати, додатак Код 196, дакле само немачке лиценце), Грчка (након 6 година, најмање 27 година, обука од 5 сати, додатак кода 121, дакле само грчке лиценце), Луксембург (након 2 године, обука од 7 сати) и Малта (обука од 10 сати), а практична обука без испита је потребна за носиоце Б лиценце. |
| A2             | Мотоцикли снаге не веће од 35 киловата (47 кс) и са односом снага/тежина не већим од 0,2 киловата по килограму (0,12 кс/лб) и који нису изведени из возила веће од двоструке снаге. | 18 година. (20 година у Данској, Грчкој, Белгији и Холандији). |                                                 | А1, АМ            | Замењена класа „А“ 19. јануара 2013. на Малти. |
| A              | Било који мотоцикл или моторни трицикл који није у категорији А1/А2 | 20 година. (22 године у Данској, Грчкој, Белгији и Холандији). Међутим, приступ вожњи мотоцикала ове категорије зависи од најмање две године искуства на мотоциклима са А2 дозволом. Овај услов у вези са претходним искуством може бити одбачен ако кандидат има најмање 24 године. |                                                 | A2, A1, AM        | Имаоцима Б дозволе који имају најмање 21 годину старости је дозвољено да управљају моторним трициклима (укључујући мотоцикле на три точка снаге преко 15 киловата (20 кс) у следећим земљама: Аустрија, Чешка, Финска, Француска, Немачка, Исланд , Италија, Летонија, Шпанија и Пољска (након три године Б дозволе, практична обука (најмање 7 сати) без испита је потребна за носиоце Б дозволе који желе да возе само моторне трицикле, и то). опција је доступна само након најмање две године Б дозволе У Холандији је дозвољено возити од најмање 18 година, а ако сте имали Б дозволу пре 19. јануара 2013. Замењена класа „А+“ 19. године. јануара 2013. на Малти. |
| Моторна возила | | |                                                 |                   | |
| Б              | Моторна возила чија највећа дозвољена маса (МАМ) не прелази 3.500 килограма и пројектована и израђена за превоз највише осам путника поред возача; моторна возила у овој категорији могу се комбиновати са приколицом чија највећа дозвољена маса не прелази 750 килограма . Такође можете вући теже приколице ако укупни МАМ возила и приколице није већи од 3.500 килограма. Ограничење у првом стању је: 3.500 килограма + 750 килограма = 4.250 килограма. Ограничење за други услов је: 2.500 килограма + 1.000 килограма = 3.500 килограма. | 18 година (17 година у Ирској, Француској (од 2024) и Мађарској) 17 година у Немачкој и Холандији (под надзором, са 18 година без надзора). 17 година у Грчкој са надзором (од некога ко има најмање 25 година и има Б лиценцу 5+ година ) и од 18 година без надзора (само ако није дошло до незгода док је под надзором) 17 година у Аустрији након 3000 км вожње под надзором. 16 година на Исланду (под надзором после 10 часова вожње, са 17 година без надзора) |                                                 | АМ ( неке земље ) | У неким земљама, власници возачке дозволе Б такође имају право (понекад са посебним условима) да возе мотоцикле <= 125 кубних центиметара и снаге <= 11 киловата (15 кс) и односа снага/тежина <= 0,1 киловата по килограму. |
| БЕ             | Не доводећи у питање одредбе правила о хомологацији за дотична возила, комбинација возила која се састоји од тегљача категорије Б и било ког броја приколица или полуприколица код којих је највећа дозвољена маса приколице(а) или полуприколице приколица(е) не прелази 3.500 килограма. | 18 година (17 година у Ирској) | Б                                               |                   | |
| Б1             | Лаки Четвороцикл | 16 година |                                                 | АМ                | Ова класа је опциона, односно не имплементирају је све земље. |
| Камиони        | | |                                                 |                   | |
| Ц1             | Велико теретно возило са максималном дозвољеном масом не већом од 7,5 тона (7,4 дуге тоне; 8,3 кратке тоне); са или без приколице са максималном масом мањом од 750 килограма. | 18 година | Б                                               |                   | |
| Ц1Е            | Комбинације возила у којима је тегљач у категорији Ц1 и његова приколица(е) или полуприколица(е) имају максималну дозвољену масу од преко 750 килограма, а комбиновану масу тегљача и приколице(а) ) не прелазе 12.000 килограма. | 18 година | Ц1                                              | БЕ                | |
| Ц              | Велико теретно возило са максималном дозвољеном масом већом од 3,5 тоне (3,4 дуге тоне; 3,9 кратких тона) масе и не више од 8 + 1 седишта (камион); са приколицом са максималном масом од 750 килограма. | 21 година 18 година у Шведској, Финској и Ирској 18 година у Немачкој само за некомерцијалну употребу осим за шегртовање као професионални возач 18 година у Белгији за професионалне возаче | Б на 1 годину, не укључујући ограничену лиценцу | Ц1                | |
| ЦЕ             | Друге комбинације возила и приколица са комбинованом максималном дозвољеном масом већом од 750 килограма . | 21 година (18 година у Белгији за професионалне возаче) | Ц                                               | БЕ, Ц1Е           | |
| Аутобуси       | | |                                                 |                   | |
| Д1             | Лаки аутобуси са максимално 16 + 1 седишта, максималне дужине 8 метара. | 21 година (18 година у Белгији за професионалне возаче) | Б                                               |                   | Моторна возила пројектована и израђена за превоз највише 16 путника поред возача; моторна возила у овој категорији могу се комбиновати са приколицом чија највећа дозвољена маса не прелази 750 килограма. |
| Д1Е            | Комбинације возила у којима је тегљач у категорији Д1 и његова приколица(е) или полуприколица(е) имају максималну дозвољену масу од преко 750 килограма, а комбиновану масу тегљача и приколице(а) ) не прелазе 12.000 килограма. | 21 година (18 година у Белгији за професионалне возаче) | Д1                                              |                   | |
| Д              | Возила са више од 8+1 седишта (аутобуси). | 24 године (21 година у Ирској; 21 година у Белгији за професионалне возаче) | Б (Ц 2 године у Бугарској)                      | Д1                | Моторна возила пројектована и израђена за превоз више од осам путника поред возача; моторна возила која се могу возити са дозволом категорије Д могу се комбиновати са приколицом чија највећа дозвољена маса не прелази 750 килограма. Укључује зглобне аутобусе (барем у Немачкој). |
| ДЕ             | Комбинације возила у којима је тегљач у категорији Д и његова приколица има максималну дозвољену масу од преко 750 килограма. | 24 године (21 година у Ирској; 21 година у Белгији за професионалне возаче) | Д                                               | Д1Е               | |

## Националне категорије у државама чланицама ЕЕП
Постоје и друге националне категорије за тракторе, велике мотоцикле, моторне чамце на точковима, моторне трицикле (модерни воитурет , категорија Б1 или Ц) и војне категорије као што је вожња тенкова. Националне категорије значе да нису усклађене и важе само у земљи издаваоца. Табела испод даје опште описе који не укључују све детаље прописа.
| Класа          | Опис                                       | Старосни услови | Издаје    | Важи у                                                   | Примедбе |
| Мопеди         | Мопеди                                     | Мопеди          | Мопеди    | Мопеди                                                   | Мопеди |
| -------------- | ------------------------------------------ | --------------- | --------- | -------------------------------------------------------- | --- |
| ЛК             | Мали мопед                                 |                 | Данска    | Данска                                                   | |
| Моторне санке  |                                            |                 |           |                                                          | |
| С              | Моторне санке                              | 16              | Норвешка  | - Норвешка - Шведска                                     | |
| Моторна возила |                                            |                 |           |                                                          | |
| БФ17           | Вожња у пратњи                             | 17              | Немачка   | - Аустрија - Немачка                                     | Возач са БФ17 лиценцом мора бити у пратњи носиоца Б дозволе старости 30+ |
| Л17            | Л17-Овлашћење за вожњу                     | 17              | Аустрија  | - Аустрија - Немачка - Данска - Енглеска - Северна Ирска | |
| Аутобуси       |                                            |                 |           |                                                          | |
| ТР             | Тролејбус                                  | 20              | Мађарска  | Мађарска                                                 | |
| ТРОЛ           | Тролејбус                                  |                 | Летонија  | Летонија                                                 | |
| Ттб            | Тролејбус                                  | 24              | Бугарска  | Бугарска                                                 | Т тб је укинут и укључен у Д категорију 2013. Возачи тролејбуса сада морају да поседују Д дозволу и да заврше додатну обуку за тролејбус. Право на управљање тролејбусом наведено је у возачкој дозволи шифром 103. |
| Трамваји       |                                            |                 |           |                                                          | |
| Х              | Трамвај                                    | 21              | Хрватска  | Хрватска                                                 | |
| ТРАМ           | Трамвај                                    |                 | Летонија  | Летонија                                                 | |
| Tтм            | Трамвај                                    | 24              | Бугарска  | Бугарска                                                 | |
| В              | Трамвај                                    | 20              | Мађарска  | Мађарска                                                 | |
| Трактори       |                                            |                 |           |                                                          | |
| Ф              | Трактор                                    | 16              | Аустрија  | Аустрија                                                 | |
| Ф              | Трактор                                    | 16              | Хрватска  | Хрватска                                                 | Са или без приколице, укључени у Б категорију |
| Ф              | Трактор                                    | 16              | Словенија | Словенија                                                | |
| Т              | Трактор                                    | 17              | Чешка     | Чешка                                                    | |
| Т              | Трактор                                    | 16              | Немачка   | Немачка                                                  | |
| Т              | Трактор                                    | 16              | Мађарска  | Мађарска                                                 | Максимум 2 приколице |
| Т              | Трактор                                    | 16              | Холандија | Холандија                                                | Укључено у категорију Б и Ц ако је купљено пре 1. јула 2015 |
| Т              | Трактор                                    | 16              | Норвешка  | Норвешка                                                 | Укључено у катеогрију БЕ |
| Т              | Трактор                                    | 16              | Пољска    | Пољска                                                   | Укључено у катеогрију БЕ |
| Т              | Трактор                                    | 15              | Финска    | Финска                                                   | Укључено у катеогрију А1, А2, А и Б |
| ТМ             | Трактор                                    | 16              | Данска    | Данска                                                   | |
| Tкт            | Трактор                                    | 16              | Бугарска  | Бугарска                                                 | |
| К              | Трактор на два точака (мотокутиватор)      | 16              | Мађарска  | Мађарска                                                 | |
| Л              | Трактор не прелази 40 км/х по конструкцији | 16              | Немачка   | Немачка                                                  | Са приколицом: мак. 25 км/х; укључени у катеогрију Б |
| Тешка опрема   |                                            |                 |           |                                                          | |
| Г              | Пољопривредна возила                       | 16              | Белгија   | Белгија                                                  | Укључено у Б, Б+Е, Ц1, Ц1+Е, Ц, Ц+Е (само за пољопривредна возила са истом максималном дозвољеном масом као возила за која неко има дозволу)                                                                        |
| Г              | Тешке опреме                               | 16              | Хрватска  | Хрватска                                                 | Укључено у категорију Б |
| W              | Радно возило                               | 16              | Ирска     | Ирска                                                    | Укључује тракторе са или без приколице |

## Возачке дозволе
| Држава                   | Предња страна                   | Задња страна                    | Рок важења | Последња верзија    | Мобилна возачка дозвола                                                    |
| ------------------------ | ------------------------------- | ------------------------------- | --- | ------------------- | -------------------------------------------------------------------------- |
| Аустрија                 |                                 |                                 | 15 година | 11. фебруар 2014.   |                                                                            |
| Белгија                  |                                 |                                 | 10 година | 27. децембар 2019.  |                                                                            |
| Бугарска                 |                                 |                                 | - 5 година за категорије Ц1, Ц, ЦЕ, Д1, Д1Е, Д, ДЕ - 10 година за категорије АМ, А1, А2, А, Б, Б1 | 19. јануар 2013.    |                                                                            |
| Хрватска                 |                                 |                                 | - 5 година за категорије Ц1, Ц1Е, Ц, ЦЕ, Д1, Д1Е, Д, ДЕ, Х - 10 година за категорије АМ, А1, А2, А, Б, БЕ, Ф, Г | 2023.               |                                                                            |
| Кипар                    |                                 |                                 | - 5 година за категорије Ц, ЦΕ, Д, ДΕ, Д1, Д1Ε, Х, Θ, Ζ - 15 година за категорије А, А1, А2, Б, Б1, БЕ, Ц1, Ц1Ε, ΣТ, ΙΒ                                                                                                | 1 јул 2013.         |                                                                            |
| Чешка                    |                                 |                                 | | 19. јуануар 2013.   |                                                                            |
| Данска                   |                                 |                                 | 15 година | 1.септембар 2017.   | Да, власничка апликација, лансирана у новембру 2020.                       |
| Естонија                 |                                 |                                 | - 5 година за категорије Ц, Д - 10 година за остале категорије | 19. јануар 2013.    |                                                                            |
| Финска                   |                                 |                                 | У зависности од категорије лиценце, важи од 2 до 15 година | 1. април 2019.      | Прекинута пробна верзија, власничка апликација, од 2018-2020.              |
| Оландска Острва (Финска) |                                 |                                 | У зависности од категорије лиценце, важи од 2 до 15 година | 1. април 2019.      | Прекинута пробна верзија, власничка апликација, од 2018-2020.              |
| Француска                | French driving license 2013.png | French driving license 2013.png | - 1-5 година (у зависности од старости за обавезни лекарски преглед ) за категорије Ц1, Ц, Ц1Е, ЦЕ, Д1, Д, Д1Е, ДЕ и за неку професионалну употребу категорије А, Б - 15 година за категорије АМ, А1, А2, А, Б1, Б, БЕ | 1. јул 2015.        |                                                                            |
| Немачка                  |                                 |                                 | 15 година | 4. јануар 2021.     | Да, власничка апликација, лансирана 2021. Допуна физичкој лиценци.         |
| Грчка                    |                                 |                                 | | 4. јул 2023.        | Да, имплементација власничке апликације и .pkpass , лансирана у јулу 2023. |
| Мађарска                 |                                 |                                 | - 10 година до 50 година - 5 година са 50 60 година - 3 године у 60 70 - 2 године изнад 70 година | 19. јануар 2013     |                                                                            |
| Исланд                   |                                 |                                 | - 15 година до 70 година - 4 године са 70 година - 3 године у 71. години - 2 године у доби од 72–79 година - 1 година изнад 80 година                                                                                  | 3. јун 2013.        | Да, коришћењем власничке имплементације .pkpass покренуте у јулу 2020.     |
| Ирска                    |                                 |                                 | 15 година | 28. фебруар 2017.   |                                                                            |
| Италија                  |                                 |                                 | - Возачке дозволе АМ, А1, А2, А, Б1, Б и БЕ категорије важе десет година - 5 година : Када се издаје или обнавља за власнике између 50 и 69 година - 3 године: За власнике старије од 70 година                        | 19. јануар 2013.    |                                                                            |
| Летонија                 |                                 |                                 | - 5 година за категорије Ц1, Ц1Е, Д1, Д1Е, Ц, ЦЕ, Д, ДЕ - 10 година за остале категорије | 2. јануар 2013.     |                                                                            |
| Лихтенштајн              |                                 |                                 | | 1. април 2019.      |                                                                            |
| Литванија                |                                 |                                 | 10 година | 30. јул 2021        |                                                                            |
| Луксембург               |                                 |                                 | | 19. јануар 2013.    |                                                                            |
| Малта                    |                                 |                                 | | 19 . децембар 2003. |                                                                            |
| Холандија                |                                 |                                 | - 10 година до 65. године - До 75 година ако се обнови између 65-70 година - 5 година у 71 години | 14. новембар 2014.  |                                                                            |
| Норвешка                 |                                 |                                 | 15 година | 1. септембар 2018.  | Да, власничка апликација, лансирана у октобру 2019.                        |
| Пољска                   |                                 |                                 | 15 година | 4. март 2019.       |                                                                            |
| Португалија              |                                 |                                 | | 2. јануар 2013.     |                                                                            |
| Румунија                 |                                 |                                 | - 5 година за категорије Ц1, Ц1Е, Ц, ЦЕ, Д1, Д1Е, Д, ДЕ, (Тб), (Тв), (Тр) - 10 година категорије АМ, А1, А, Б, Б1, Б, БЕ                                                                                               | 19. јануар 2013.    |                                                                            |
| Словачка                 |                                 |                                 | | 15. септембар 2015. |                                                                            |
| Словенија                |                                 |                                 | | 19. јануар 2013.    |                                                                            |
| Шпанија                  |                                 |                                 | - 10 година до 65. године - 5 година старијих од 65 година | 19. јануар 2013.    |                                                                            |
| Шведска                  |                                 |                                 | - 10 година - 5 година за Ц1, Ц1Е, Ц, ЦЕ, Д1, Д1Е, Д, ДЕ | 21. јануар 2016.    |                                                                            |